# Sint-Janskerk (Deinum)
De Sint-Janskerk is een middeleeuwse kerk in het Friese dorp Deinum. De bouwgeschiedenis van de huidige kerk begint in de dertiende eeuw.
Het oudste deel van de huidige kerk is de noordmuur van het schip. Een deel van deze muur is opgetrokken uit tufsteen, waarschijnlijk hergebruik van stenen van een eerdere kerk. Het schip wordt afgesloten door een vijfzijdig koor met steunberen op de hoeken. Opvallend is de toren, gebouwd tussen 1550 en 1567. De toren wordt bekroond door een ui-vormige spits, met op de vier hoeken pinakels. De kerk is gewijd aan Johannes de Doper en is erkend als een rijksmonument.
Het orgel uit 1865 is gebouwd door Willem Hardorff. Het kerkgebouw is een rijksmonument.

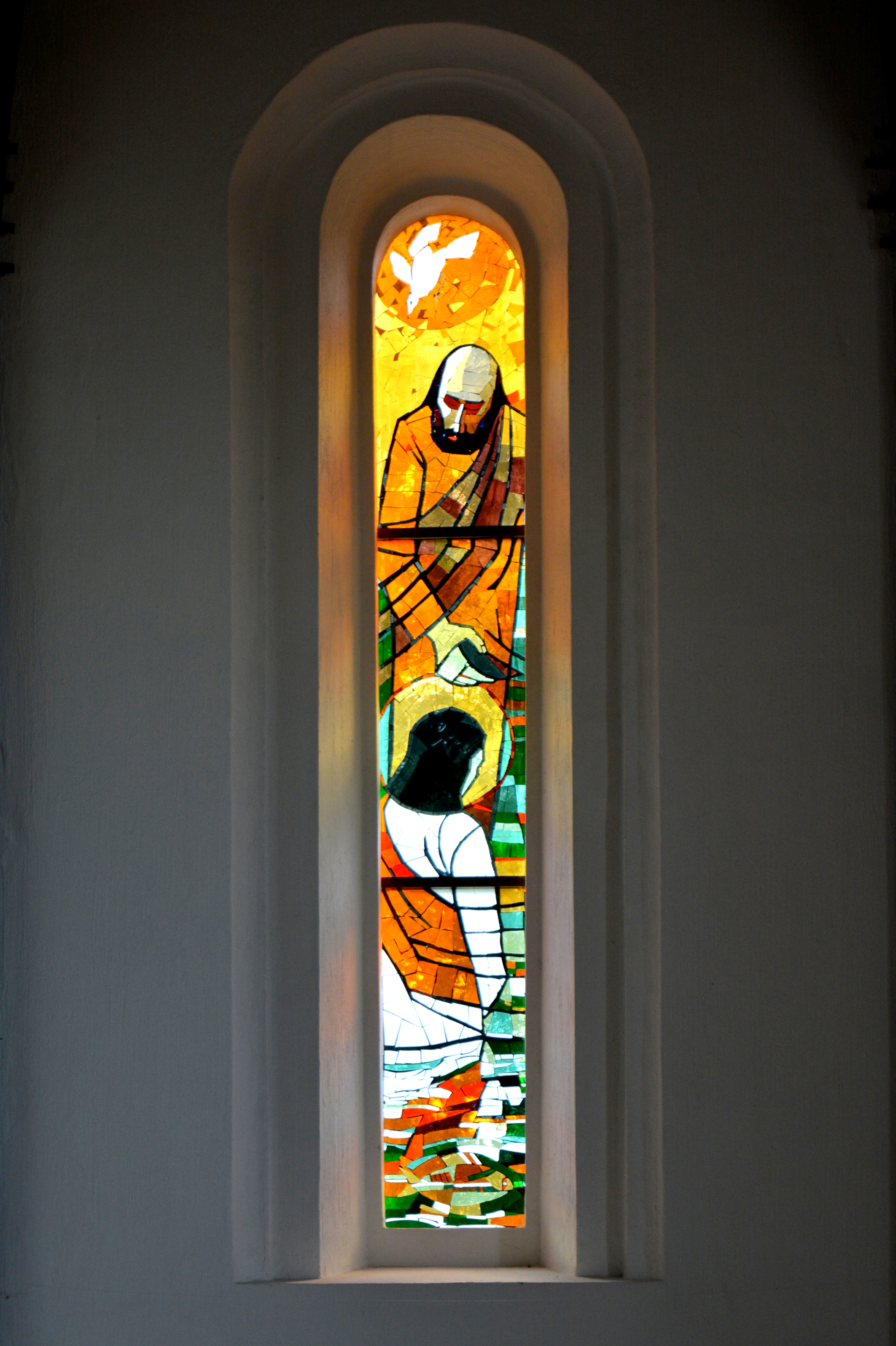
Raam
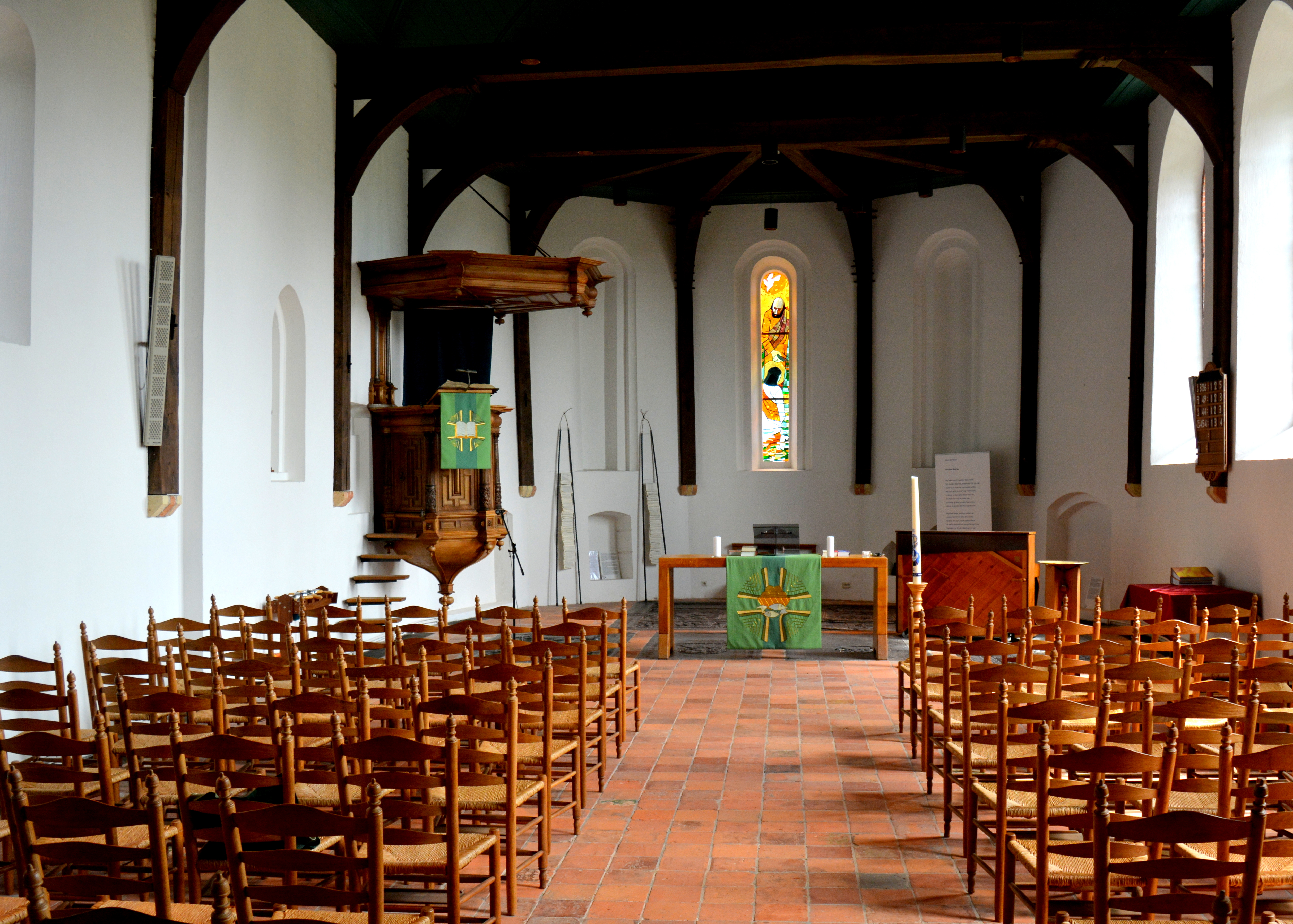
Interieur met peekstoel
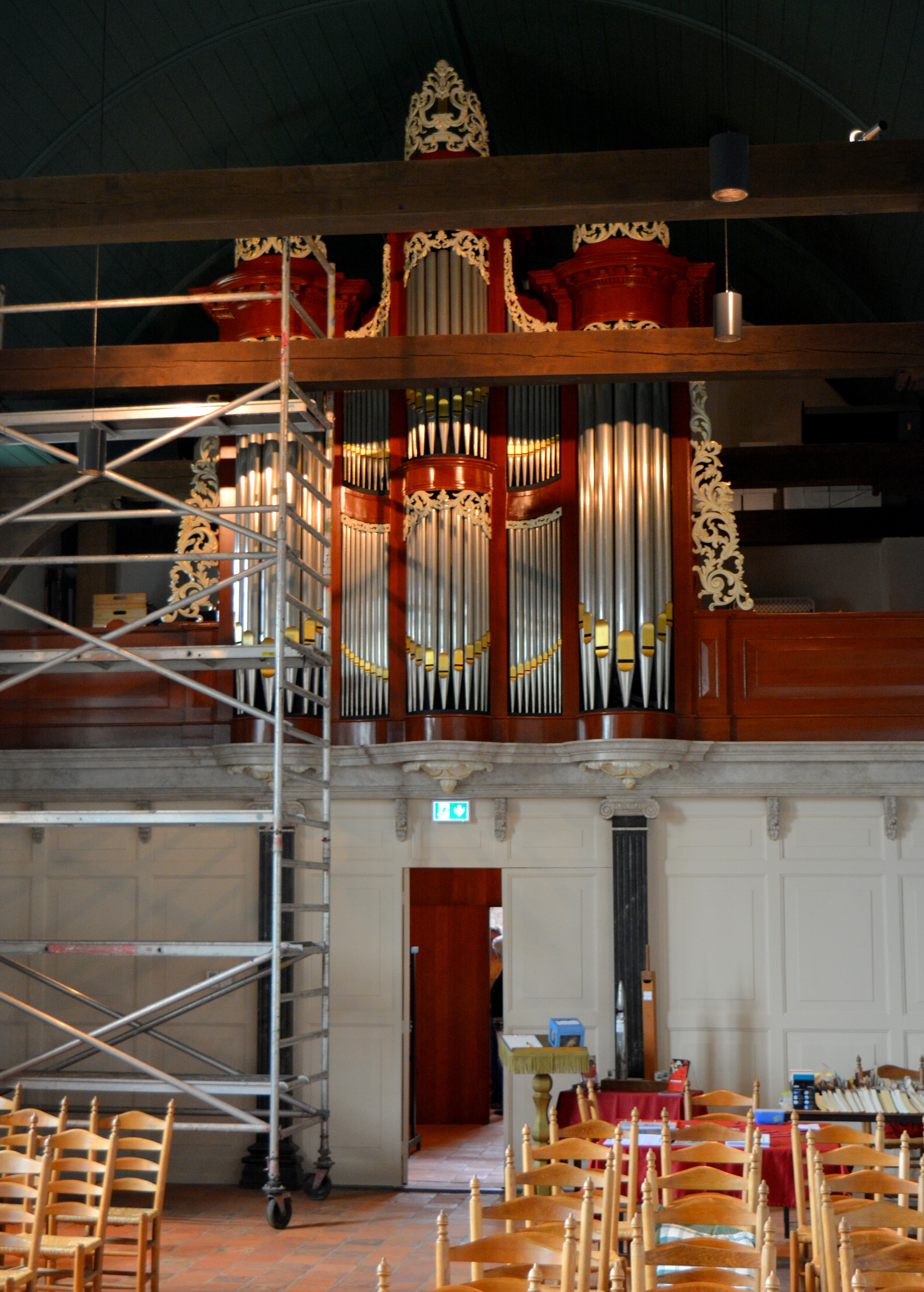
Interieur met orgel (2017)